# Juego de locos
Juego de locos es el quinto álbum de estudio del grupo de rock argentino Mancha de Rolando, publicado a fines del año 2001, con la producción artística de Guido Nisenson.

## Contenido
El álbum contiene 12 canciones inéditas y un cover de La Vela Puerca llamado «Mi semilla», compuesto por el vocalista de la banda, Sebastián Teysera.
Del álbum se desprenden dos sencillos con videoclip llamados «A vivir», y «Mago de la lluvia (Ese tren)».

## Lista de canciones
| Juego de locos |                                   |                   |                                   |          |  |
| N.º            | Título                            | Letras            | Música                            | Duración |  |
| 1.             | «A mi hogar»                      | Manuel Quieto     | Mancha de Rolando                 | 2:02     |  |
| 2.             | «En la calle (Locura y libertad)» | Manuel Quieto     | Manuel Quieto                     | 4:12     |  |
| 3.             | «Mago de la lluvia (Ese tren)»    | Manuel Quieto     | Manuel Quieto                     | 3:10     |  |
| 4.             | «Entre ríos»                      | Manuel Quieto     | Manuel Quieto · Franchie Barreiro | 3:30     |  |
| 5.             | «A vivir»                         | Manuel Quieto     | Manuel Quieto                     | 4:29     |  |
| 6.             | «La tierra de la oscuridad»       | Manuel Quieto     | Manuel Quieto · Franchie Barreiro | 2:55     |  |
| 7.             | «Mi estrella»                     | Manuel Quieto     | Manuel Quieto                     | 3:22     |  |
| 8.             | «Juego de locos»                  | Manuel Quieto     | Manuel Quieto                     | 3:25     |  |
| 9.             | «Tu verdad perdida»               | Manuel Quieto     | Manuel Quieto                     | 3:55     |  |
| 10.            | «Mi escuela: El camino»           | Manuel Quieto     | Manuel Quieto                     | 3:36     |  |
| 11.            | «El secreto»                      | Manuel Quieto     | Mancha de Rolando                 | 4:11     |  |
| 12.            | «Mi semilla»                      | Sebastián Teysera | Sebastián Teysera                 | 3:10     |  |
| 13.            | «Blues medieval»                  | Instrumental      | Manuel Quieto · Franchie Barreiro | 4:14     |  |

## Músicos
- Manuel Quieto — voz y guitarra.
- Franchie Barreiro — guitarra.
- Carlos Esteban Báez — bajo.
- Sebastián Cavaletti — batería.

## Datos técnicos
- Guido Nisenson — productor artístico, ingeniero de grabación y mezcla.
- Mario Breuer — ingeniero de masterización.[2]